# Ariel Sorín
Ariel Sorín (ur. 26 kwietnia 1967) – argentyński szachista, arcymistrz od 1995 roku.

## Kariera szachowa
W roku 1987 zdobył tytuł mistrza Argentyny juniorów. W dotychczasowej karierze zdobył 4 medale w indywidualnych mistrzostwach kraju: 2 złote (2000, 2004), srebrny (1995, po przegranej dogrywce z Pablem Ricardi) oraz brązowy (1987). W latach 1994, 1996 i 2004 trzykrotnie reprezentował Argentynę na szachowych olimpiadach, natomiast w 1987 i 1995 w drużynowych mistrzostwach państw panamerykańskich, zdobywając 3 medale: złoty za indywidualny wynik na IV szachownicy (1987) oraz wraz z drużyną srebrny (1995) i brązowy (1987).
W roku 1989 podzielił I miejsce w Buenos Aires oraz zwyciężył w Mar del Placie. W 1993 zdobył tytuł mistrza Buenos Aires, w 1994 podzielił I miejsce w Groningen, w 1998 zajął II miejsce (za Maksimem Sorokinem) w otwartym turnieju Boca Juniors w Buenos Aires, natomiast w 2006 w tym mieście podzielił II miejsce (za Fernando Peraltą).
Najwyższy ranking w karierze osiągnął 1 lipca 2002, z wynikiem 2519 punktów zajmował wówczas 4. miejsce wśród argentyńskich szachistów.